# 1000 Idioten
De 1000 Idioten was een Twents nederpunk-platenlabel dat eind jaren zeventig bestond.
Het punklabel redeneerde vanuit de gedachte dat er altijd wel "duizend idioten" waren die hun platen en singles wilden kopen. Als het label 1000 exemplaren verkocht, maakte het geen verlies. Het label had, met andere woorden, geen winstoogmerk. Dit was een do it yourself-houding die kenmerkend was voor de punkbeweging van eind jaren zeventig.
Als eerste verscheen de single Van Agt Casanova/Ik wil Jou Zijn (mijn idool), een sneer naar minister Van Agt, van Paul Tornado. Tornado was student aan de kunstacademie in Enschede. Het was zijn enige single. Het nummer werd vaak gedraaid door de VPRO.
Verdere muziekuitgaven waren voor The Suzannes (twee singles, waaronder de New Disease EP) en Fay Lovesick (reeds beter bekend als Fay Lovsky).
Vanaf 1980 schoof 1000 Idioten op in de richting van de new wave. Het label bracht toen onder meer de single They Come In Handies van wavegroep Monomen uit.
Er kwam ook nog een verzamel-cd van het label uit: First Idiots, met daarop onder meer Van Agt Casanova.